# Admiralty Arch
Admiralty Arch (Oblouk admirality) je budova v londýnském obvodu Westminster. Jejím středem vede vítězný oblouk spojující The Mall a Trafalgarské náměstí, kterým tradičně procházejí slavnostní průvody do Buckinghamského paláce. Byla vybudována na objednávku krále Eduarda VII. stavební firmou Mowlem. Použit byl portlandský kámen, autorem projektu v klasicistním stylu byl sir Aston Webb. Slavnostně otevřena byla v roce 1912. 
V průčelí se nachází nápis : ANNO : DECIMO : EDWARDI : SEPTIMI : REGIS : VICTORIÆ : REGINÆ : CIVES : GRATISSIMI : MDCCCCX : („V desátém roce vlády krále Eduarda Sedmého královně Viktorii nejvděčnější občané.“) Po stranách se nacházejí sochy Navigace a Dělostřelectva od Thomase Brocka. Středem vede pětice oblouků; prostřední je vyhrazen pro královskou rodinu a otevírá se pouze při slavnostních příležitostech, sousední dva slouží automobilovému provozu a dva menší po krajích jsou určeny pro chodce. Stavba se nachází na seznamu Listed building (stupeň I).
Budova sloužila jako kanceláře Britské admirality a rezidence prvního námořního lorda do roku 2011, kdy se ji vláda v rámci úsporného programu rozhodla pronajmout soukromému investorovi. Firma Armani oznámila, že budovu hodlá adaptovat na luxusní hotel. Zařízení bude součástí řetězce Waldorf Astoria a jeho otevření se plánuje na rok 2022.
Oblouk je jedním z míst v centru Londýna, na kterých výtvarník Rick Buckley v roce 1997 umístil umělý nos. Později vznikla legenda, že jde o nos vévody z Wellingtonu připomínající vítězství nad Napoleonem.